# Герман (село)
Ге́рман (мак. Герман) — село у Північній Македонії, входить до складу общини Ранковце Північно-Східного регіону.
Населення — 311 осіб (перепис 2002) в 91 господарстві.